# 上帕拉纳
上帕拉纳是巴西巴拉那州的一个市镇。总面积407.635平方公里，总人口13379人，人口密度32.8人/平方公里。